# 栗田充治
栗田 充治（くりた みちはる、1947年〈昭和22年〉5月4日 - ）は、日本の倫理学者。

## 経歴
- 1947年5月：広島県に生まれる。
- 広島大学附属高等学校卒業。
- 1970年：東京大学文学部倫理学科卒業。
- 1975年：東京大学大学院人文科学研究科倫理学専修博士課程単位取得退学。
- 1976年：東京大学文学部助手。
- 1982年：亜細亜大学教養学部に講師として着任[2]。
- 1990年：亜細亜大学教養学部教授。
- 2001年：亜細亜大学国際関係学部教授。
- 2015年：亜細亜大学第10代学長に就任。
- 2018年：学長を退任し、名誉教授に就任[2]。

## 学会及び社会での活動
- 日本倫理学会
- 日本道徳教育学会
- 日本ボランティア学習協会

## 人物
- 1994年から2003年には、大学野球の強豪・亜細亜大学硬式野球部の第7代部長を務めた[3]。